# Parlamentswahl in Sierra Leone 2023
Die Parlamentswahl in Sierra Leone 2023 war die Wahl zum Einkammerparlament in Sierra Leone. Am 24. Juni 2023 fand die Wahl zum Parlament Sierra Leones, gemeinsam mit der Präsidentschafts- und Lokalratswahlen, statt. Die 14 Sitze für Paramount Chiefs wurden bereits am 20. Mai 2023 gewählt. Dabei kam es jedoch nur in 5 Bezirken tatsächlich zu Wahlen, da in den anderen 9 Bezirken nach vorherigen Verhandlungen jeweils nur ein Kandidat antrat.
Erstmals seit 2002 wurde eine Verhältniswahl durchgeführt. Dies führte dazu, dass es 135 anstatt der bisherigen 132 gewählten Sitze im Parlament gibt.
Die Wahl wurde von der Electoral Commission for Sierra Leone (ECSL) organisiert.

## Organisation und Wahlablauf
Die Wählerregistrierung fand vom 3. September bis 4. Oktober 2022 statt. Die Wahl wurde erstmals als Verhältniswahl auf Distriktebene durchgeführt. Diese Entscheidung hatte bei Nichtregierungsorganisationen und der Bevölkerung im Jahr 2022 zu Unmut geführt.

## Ausgangssituation
Der APC ging als Sieger aus der Wahl 2018. Durch gerichtliche Auseinandersetzungen fielen später zehn Sitze an die SLPP, die damit mit einem Sitz Vorsprung die Mehrheit im Parlament übernahm.
- APC: 58
- SLPP: 59
- C4C: 8
- NGCP: 4
- Unabhängige: 3
- Chiefs: 14

| Partei                                | Stimmen | Stimmenanteile in % | Sitze   | Veränderung zu 2012 |
| ------------------------------------- | ------- | ------------------- | ------- | ------------------- |
| All People’s Congress (APC)           | 989.431 | 39,39               | 68 (58) | −1 (−11)            |
| Sierra Leone People’s Party (SLPP)    | 964.659 | 38,39               | 49 (59) | +7 (+17)            |
| National Grand Coalition Party (NGCP) | 215.315 | 8,69                | 04      | neu                 |
| Coalition for Change Party (C4C)      | 119.006 | 4,80                | 08      | neu                 |
| Unabhängige Kandidaten                | 98.439  | 3,97                | 03      | +3                  |
| Paramount Chiefs                      |         |                     | 14      | +2                  |
| Insgesamt (Wahlbeteiligung 84 %)      |         |                     | 146     | +14                 |

## Wahl 2023
- Chiefs: 14
- SLPP: 81
- APC: 54

Für die Wahlen 2023 wurden 13 Parteien registriert. Nicht mit dabei war unter anderem die im Parlament vertretene Coalition for Change Party (C4C). Die Wahlergebnisse wurden am 1. Juli 2023 bekanntgegeben.
| Partei                                         | Stimmen   | Stimmenanteile in % | Sitze | Veränderung zu 2018 |
| ---------------------------------------------- | --------- | ------------------- | ----- | ------------------- |
| Sierra Leone People’s Party (SLPP)             | 1.578.259 | 56,58               | 81    | +22                 |
| All People’s Congress (APC)                    | 1.113.882 | 40,00               | 54    | −4                  |
| Unabhängige Kandidaten                         | 48.464    | 1,74                | 0     | −3                  |
| National Grand Coalition (NGC)                 | 18.169    | 0,65                | 0     | −4                  |
| People’s Movement for Democratic Change (PMDC) | 17.390    | 0,62                | 0     |                     |
| National Democratic Alliance (NDA)             | 3.819     | 0,14                | 0     |                     |
| Revolutionary United Front Party (RUFP)        | 1.502     | 0,05                | 0     |                     |
| Peace and Liberation Party (PLP)               | 1.131     | 0,04                | 0     |                     |
| National Unity and Reconciliation Party (NURP) | 1.000     | 0,04                | 0     |                     |
| Republic National Independent Party (ReNIP)    | 560       | 0,02                | 0     |                     |
| People’s Democratic Party (PDP)                | 516       | 0,02                | 0     |                     |
| Paramount Chiefs (Wahl 2023)                   |           |                     | 14    |                     |
| Insgesamt (Wahlbeteiligung: 82,86 %)           | 2.784.692 | 100                 | 149   | +3                  |